# Scepocarpus
Scepocarpus is een plantengeslacht uit de brandnetelfamilie (Urticaceae). De soorten komen voor in tropisch en zuidelijk Afrika.

## Soorten
- Scepocarpus batesii (Rendle) T.Wells & A.K.Monro
- Scepocarpus cordifolius (Engl.) T.Wells & A.K.Monro
- Scepocarpus flamignianus (Lambinon) T.Wells & A.K.Monro
- Scepocarpus gabonensis (Pierre ex Friis) T.Wells & A.K.Monro
- Scepocarpus hypselodendron (Hochst. ex A.Rich.) T.Wells & A.K.Monro
- Scepocarpus mannii Wedd.
- Scepocarpus oblongifolius (Benth.) T.Wells & A.K.Monro
- Scepocarpus obovatus (Benth.) T.Wells & A.K.Monro
- Scepocarpus repens (Wedd.) T.Wells & A.K.Monro
- Scepocarpus rigidus (Benth.) T.Wells & A.K.Monro
- Scepocarpus robustus (A.Chev.) T.Wells & A.K.Monro
- Scepocarpus sansibaricus (Engl.) T.Wells & A.K.Monro
- Scepocarpus thonneri (De Wild. & T.Durand) T.Wells & A.K.Monro
- Scepocarpus trinervis (Hochst.) T.Wells & A.K.Monro

... · 
Boehmeria · 
Cecropia · 
Coussapoa · 
Dendrocnide · 
Elatostema · 
Parietaria · 
Pilea · 
Soleirolia · 
Urtica (Brandnetel) · 
...